# Gospodarka Azerbejdżanu
Gospodarka Azerbejdżanu – jest to gospodarka wolnorynkowa oparta na eksporcie ropy naftowej oraz zbóż. PKB na 1 mieszkańca wg parytetu siły nabywczej 2007 wyniósł 9 tys. dolarów USA.

## Historia azerskiej gospodarki
Do 1991 roku był to kraj o gospodarce centralnie planowanej, dopiero rozpad ZSRR i związane z tym osłabienie więzi gospodarczych z dawnymi republikami oraz wojna azerbejdżańsko-armeńska o Górski Karabach przyczyniły się do głębokiego kryzysu gospodarczego (spadek produkcji we wszystkich działach gospodarki). Reforma systemu gospodarczego rozpoczęła się od razu po uzyskaniu niepodległości.
Od 2014 roku Azerbejdżan przechodzi znaczące spowolnienie gospodarcze, którego bezpośrednią przyczyną jest spadek cen ropy. Azerbejdżan jest krajem uzależnionym dochodów z eksportu ropy naftowej. Przed rokiem 2014 ponad 70% dochodów budżetowych pochodziło z sektora naftowego.

## Rolnictwo
Użytki rolne zajmują ok. 1/2 powierzchni tego kraju (w tym grunty orne 18,4%, łąki i pastwiska 25,3%). Uprawia się głównie zboża (pszenica, kukurydza, ryż), a z roślin przemysłowych bawełnę (Niz. Kurańska, dolina Araksu), tytoń (przedgórze Kaukazu) oraz herbatę (Nizina Lenkorańska). Azerbejdżan jest ważnym producentem wczesnych warzyw i owoców (morele, brzoskwinie, orzechy, figi, granaty, migdały, cytrusy), ma rozwiniętą uprawę winorośli. Ważna jest także hodowla owiec i kóz (pogłowie ok. 7,5 mln sztuk) bydła (2,3 mln) oraz koni, wielbłądów i drobiu; duże znaczenie ma hodowla jedwabników oraz pszczelarstwo. Poławia się ryby w Morzu Kaspijskim i w większych rzekach (głównie w Kurze, Araksie i Alazani).

## Przemysł

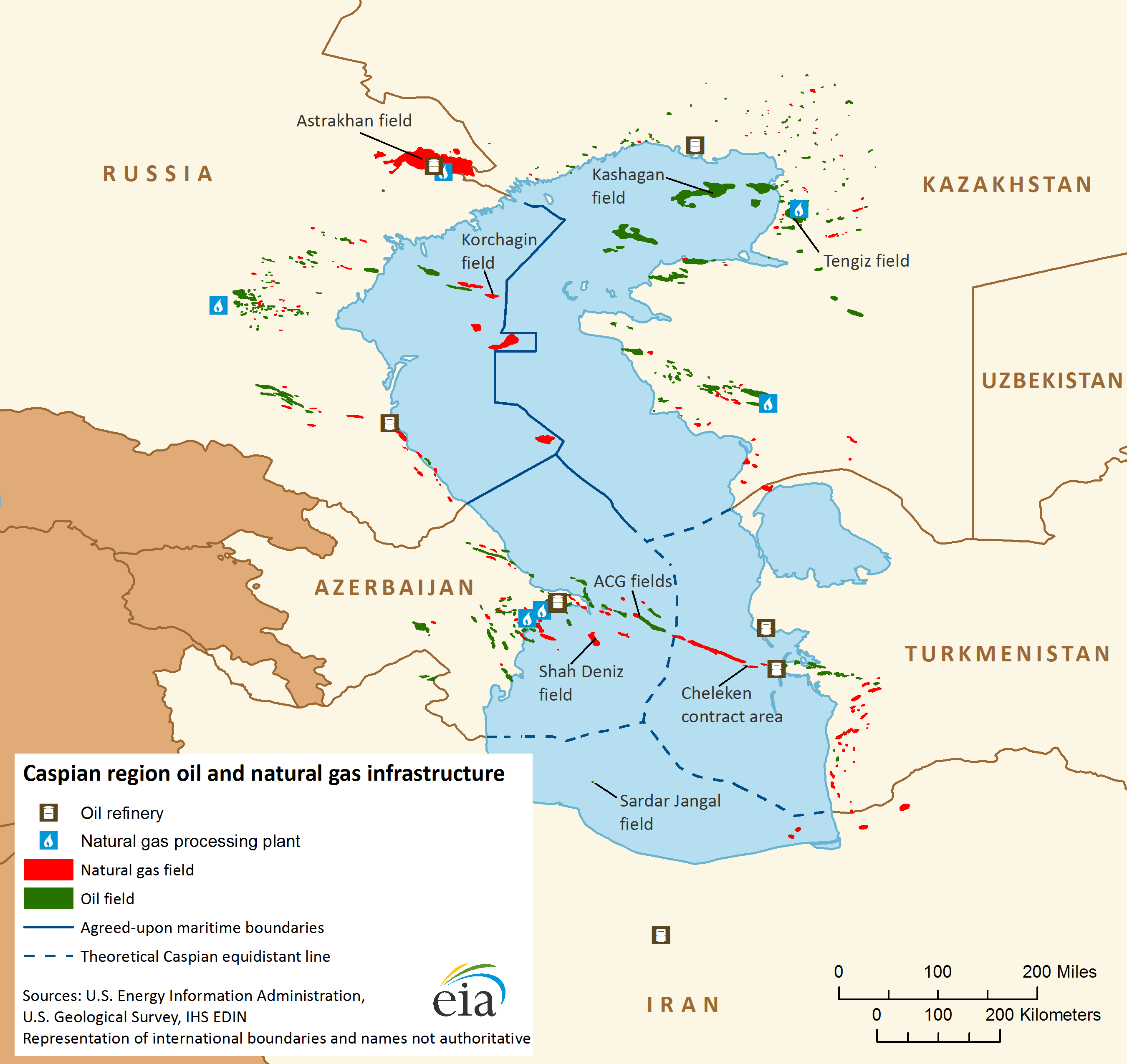
Infrastruktura naftowa i gazowa w regionie Morza Kaspijskiego

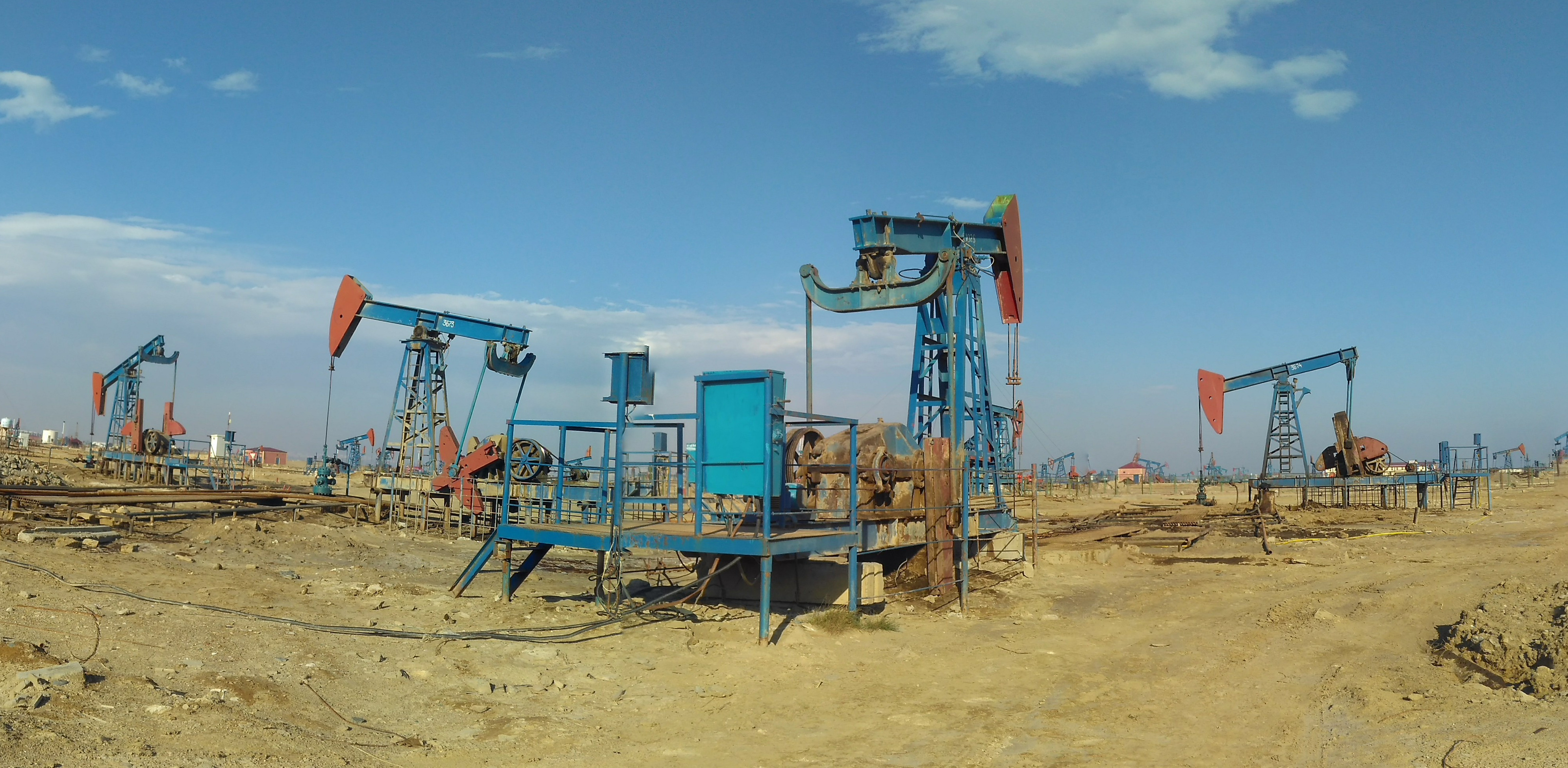
Wydobywanie ropy naftowej w okolicach Baku (2017)

Od połowy XIX wieku podstawową gałęzią gospodarki Azerbejdżanu jest górnictwo ropy naftowej eksploatowanej w rejonie Baku oraz z dna Morza Kaspijskiego (Naftowe Kamienie, strefa przybrzeżna wysp Çilov i Artyom). Stanowi on 82% całego PKB kraju. Dużą rolę odgrywa również gaz ziemny (głównie Nizina Kurańska oraz wyspy Çilov), ponadto wydobywa się rudy żelaza (okolice Daşkəsən), miedzi oraz ałuny i sól kamienną. W 2003 produkcja energii elektrycznej wyniosła 20 mld kWh, z czego 90% energii elektrycznej dostarczają elektrownie cieplne (największa w Əli Bayramlı – 1080 MW); elektrownie wodne na Kurze. Większość zakładów przemysłu przetwórczego skupia się w Baku (głównie rafineryjny, chemiczny, a także produkcja urządzeń dla górnictwa naftowego). Działają również inne gałęzie przemysłu, w tym spożywczy: winiarski, olejarski, herbaciany, rybny, przetwórstwo owoców i warzyw. W 1997 oddano do użytku rurociąg naftowy Baku – Noworosyjsk (o długości 1411 km), rurociąg z Baku do portu Supsa. Do końca 1997 sprywatyzowano większość małych i średnich zakładów; udział sektora prywatnego w tworzeniu PKB wzrósł z 5,5% w 1995 do 60% w 2004; przemysł naftowy pozostaje pod kontrolą państwa. Duże znaczenie ma produkcja aluminium; największym ośrodkiem tego przemysłu jest Baku.

## Transport i łączność

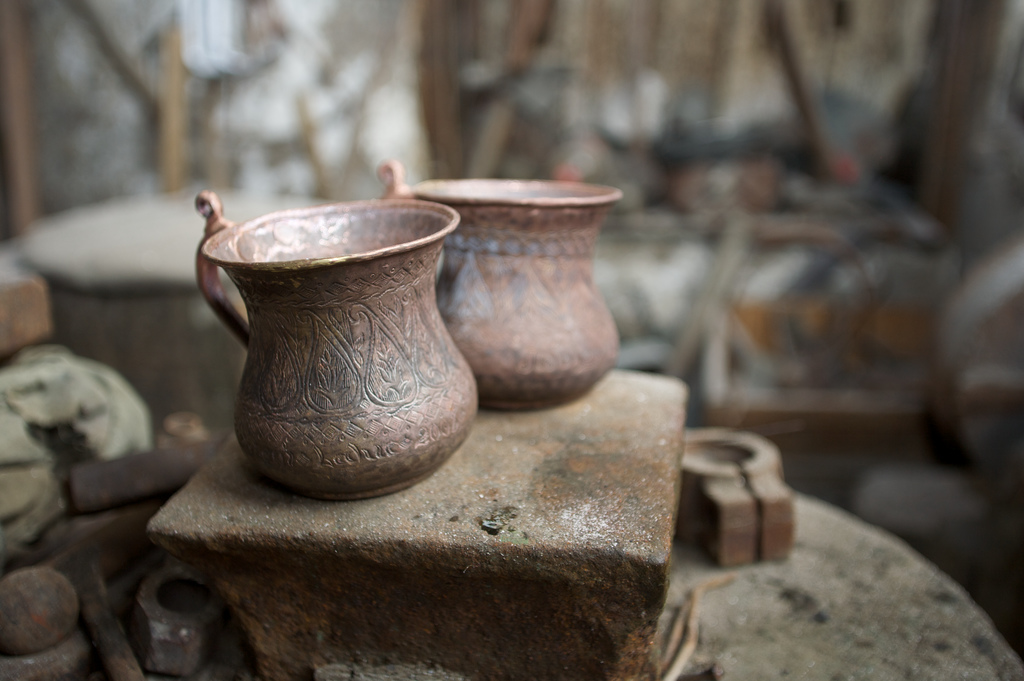
Metalowe rękodzieła będące częścią lokalnego folkloru (2008)

Długość linii kolejowych Azerbejdżanu przekracza 2,9 tys. km, zaś dróg kołowych – 28 tys. km. Port morski w Baku (połączony promem kolejowym. z Türkmenbaşy w Turkmenistanie) jest największym portem nad M. Kaspijskim.
Międzynarodowy port lotniczy w Baku obsługuje ruch pasażerski na około 4,8 mld pasażerów na kilometr rocznie.

## Handel zagraniczny
Eksportuje się głównie ropę i gaz ziemny, bawełnę, maszyny oraz żywność. importuje się przede wszystkim maszyny i urządzenia oraz środki chemiczne. Głównymi partnerami w eksporcie są Włochy, Turcja, Kanada oraz Czechy, zaś w imporcie Rosja, Turcja, Chiny oraz Niemcy.